# Fard (Rapper)
Fard (* 16. Juni 1984 in Isfahan; bürgerlich Farhad Nazarinejad, Persisch: فرهاد نظرینژاد) ist ein deutsch-iranischer Rapper aus Gladbeck (Ruhrgebiet).

## Biografie
Im Alter von zehn Jahren erweckte die Hip-Hop-Kultur Fards Interesse. Er begann zu rappen und verschaffte sich mit der Zeit in der Region einen Namen. So war er auf der 1on1 Freestyle-Rap Battle-DVD und auf einigen Features bei Ercandize, Snaga oder Pillath vertreten. 2006 folgte die erste Veröffentlichung, das von Rough Trade vertriebene Mixtape Blut, Schweiß, Tränen und Triumphe. Ein Jahr darauf machte Fard deutschlandweit auf sich aufmerksam, als er bei der Battle-Rap-Veranstaltung Feuer über Deutschland 2 den beim Berliner Plattenlabel Sektenmuzik unter Vertrag stehenden Rapper Bendt besiegte. In diesem Battle erwähnte Fard auch deren Label-Mitgründer Sido negativ, was zu einigen Seitenhieben beider Seiten führte.
Fards zweites Solowerk erschien am 9. Mai 2008 unter dem Titel Omertà. Der Name stand für das Schweigegelübde der italienischen Mafia. Zu Zeig etwas Respekt, 60 Terrorbars 3, In dein G Sicht, Rashid & Jamal, und Wunschkonzert wurden Videos gefilmt. Der Track Kingshit, ist eine Zusammenarbeit von Fard und Snaga.
Mit Snaga erschien ein Jahr später das Album Talion (lat. Vergeltung). Zu Ich vergesse nicht, Hand aufs Herz, Sehnsucht nach mehr, Ihr Geheimnis, Good Morning Vietnam und Wir sind eine Macht wurden Videos gedreht.
Am 26. November 2010 veröffentlichte Fard sein Debütalbum Alter Ego (lat. anderes Ich). Darauf waren Snaga, Kollegah, Summer Cem und Farid Bang mit Gastbeiträgen zu hören. Im Vorfeld wurden Videos zu Intro, Peter Pan, Der Junge ohne Herz, Hilf dir selber, Auf den Weg, Murmeltier und Lass sie reden veröffentlicht. Das Album erreichte Platz 66 der deutschen Albumcharts, in der Schweiz sogar Platz 56.
Am 4. November 2011 veröffentlichte er sein nächstes Album Invictus (lat. unbesiegt). Das Album erreichte in Deutschland Platz 11. Zu Intro, Seine Geschichte, F. Nazizi / Rock N Roll, Reich und schön, Endlich Helden, Talion 45, Falsches Spiel, 60 Terrorbars Las Vegas und Dein Kuss wurden Videos gedreht. Auf der Premium Edition sind Gastbeiträge von Summer Cem und Farid Bang vorhanden.
Am 22. Februar 2013 veröffentlichte Fard sein drittes Soloalbum Bellum et Pax (lat. Krieg und Frieden). Zu Schwarz (Intro), Madar, Hör gut zu, Ruhrpott Elite, In seinem Blut, Big Dreams Gangster, Hakuna Matata, Zu Spät (I Remember When), Laufe & Laufe, Gottes Werk und Teufels Beitrag, 60 Terrorbars Miami Edition, Rap & Ich und Like This wurden Videos gefilmt. Fard erreichte als bester Neueinsteiger Platz 2 der deutschen Albumcharts. Mit Bellum et Pax erreichte er somit die beste Chartplatzierung seiner Karriere. In den deutschsprachigen Nachbarländern war das Album ebenfalls erfolgreich. So erreichte Fard in Österreich Platz 14 und in der Schweiz Platz 7. Der Track In seinem Blut ist die Fortsetzung des Tracks Rashid & Jamal, auf welchem Fard die Geschichten und die Entlassung Rashids thematisiert.
Am 23. Mai 2014 folgte das zweite gemeinsame Album mit Snaga mit dem Titel Talion 2. Videos wurden zu Contraband (Intro), Astaghfirullah, Stumme Zeugen, Tag & Nacht, Carpe Diem, Mitternacht, Kalashnikov und Made in Germany gedreht. Talion 2 erreichte Platz 4 der deutschen Albumcharts.
Für den 9. Oktober 2015 kündigte Fard mit Ego (lat. Ich) sein viertes Soloalbum an, an dem auch das Rap-Duo Mobb Deep beteiligt ist. Im Vorfeld wurden die Videos Traumfängerphase/Opener, Nazizi, Rohdiamant/Huckleberryfinnphase und Sehnsucht veröffentlicht.
Am 7. Oktober 2016 erschien sein fünftes Soloalbum Bei Fame hört Freundschaft auf.
Am 2. März 2018 erschien sein
sechstes Soloalbum Alter Ego 2.

## Rezeption
Der gemeinsam mit Snaga aufgenommene Song „Contraband“ wurde als antisemitisch kritisiert. Der Song beginnt mit dem Ausruf „Pro Mudschaheddin, pro Palestine“. Im Anschluss richteten die Rapper „dann ihren Hass [...] gegen die ‚Politik aus Tel Aviv‘“ und verwendeten „klassische antisemitische Analogien wie die Kritik am Bankenzins oder verschwörungstheoretische Assoziationen zu den ‚Bilderbergern‘“. Das Ganze werde zudem „untermalt und illustriert von einer paramilitanten Ästhetik – für die ‚Freiheit‘ mit Knüppeln, Fackeln, Kufyia und Maschinengewehren“.

## Sonstiges
Fard nahm mit englischsprachigen Künstlern Tracks auf, zum Beispiel 2012 mit dem US-amerikanischen Rapper Redman einen Freetrack namens Still Hatin, zu welchem auch ein Video ausgekoppelt wurde. Auf Fards drittem Soloalbum Bellum et Pax, welches ein Jahr später erschien, gibt es ein weiteres Feature Redmans namens Like This. Der Song Zu spät/I Remember When ist eine Zusammenarbeit von Fard und dem Sänger Bobby V. Zu den beiden Tracks wurden auch jeweils Videos veröffentlicht. Zu seinem vierten Soloalbum Ego, nahm er zusammen mit Mobb Deep den Song Final Cut auf, zu dem ebenfalls ein Video erschien.
Fard ist Label-Manager von „Life is Pain“ (Label von PA Sports).

## Diskografie

### Alben
- 2008: Omertà (Streetalbum)
- 2009: Talion (mit Snaga)
- 2010: Alter Ego
- 2011: Invictus
- 2013: Bellum et Pax
- 2014: Talion II: La Rabia (mit Snaga)
- 2015: Ego
- 2016: Bei Fame hört Freundschaft auf (Streetalbum)
- 2018: Alter Ego 2
- 2020: Nazizi (Streetalbum)
- 2024: Der Junge ohne Herz

### Mixtapes
- 2006: Blut, Schweiß, Tränen & Triumphe
- 2018: Habuubz, Volume 1

### EPs
- 2015: Mezzanin
- 2016: BFHFA Bonus EP
- 2018: Mezzanin Vol. 2

### Kompilationen
- 2018: Lost Tapes

### Singles
- 2006: Der neue Pott (feat. Snaga & Pillath, Manuellsen und Grossmaul) (Juice-Exclusive! auf Juice-CD #66)
- 2008: Backpfeifenkönig (Juice-Exclusive! auf Juice-CD #84)
- 2008: Zeig etwas Respekt (E-Single)
- 2009: Talion, Talion (Juice Bunker Remix) (feat. Snaga) (Juice-Exclusive auf Juice-CD #96)
- 2010: Der Junge ohne Herz (E-Single)
- 2010: Hilf dir selber
- 2011: Seine Geschichte
- 2011: Endlich Helden
- 2011: Reich und schön
- 2013: Madar
- 2013: In seinem Blut
- 2013: Zu spät / I Remember When (feat. Bobby V)
- 2014: Schmerz in der Brust (SadiQ feat. Fard)
- 2015: Traumfängerphase / Opener
- 2015: Nazizi
- 2015: Rohdiamant / Huckleberryfinnphase
- 2015: Sehnsucht
- 2015: Plomo o Plata
- 2016: #BFHFA (Bei Fame hört Freundschaft auf)
- 2018: Üff üff
- 2018: Kennst du nicht
- 2018: Alles für mich (Moe Phoenix)
- 2019: Oscar
- 2019: Telegram
- 2020: Eisblume
- 2020: Wunschkonzert (2020 Edit)
- 2020: Dogo Argentino
- 2020: Hand aufs Herz (Jupiter Edition)
- 2020: Moonwalk
- 2022: Lass sie reden (feat. Jamule; #3 der deutschen Single-Trend-Charts am 15. Juli 2022[23])

### Freetracks
- 2009: Hände hoch (mit Snaga)
- 2010: Yaa Siippiii
- 2010: Wort drauf
- 2011: Der kleine Mann
- 2012: Still Hatin (mit Redman)
- 2012: Molotov
- 2014: Amnestie (mit Snaga)
- 2014: #Nostalgie
- 2015: Cchh Tfuuuu
- 2015: Mittellos auf dem Mittelmeer
- 2015: #Testamentphase
- 2016: Ganjaman
- 2016: Vater
- 2016: Lucifer

### Gastbeiträge
- 2007: All Star auf Aus Liebe zum Spiel von Snaga & Pillath (feat. Kee-Rush, Adel, PsychoVaysol, FortFive, SAW & MoneyMo)
- 2007: 60 Terrorbars Pt. 2 (Remix) auf Wir nehmen auch Euro von DJ Sweap & DJ Pfund 500
- 2010: Oh No! auf Feierabend von Summer Cem
- 2011: Neureiche Wichser (NRW) auf Banger leben kürzer von Farid Bang (feat. Summer Cem)
- 2011: Keine Kompromisse auf Ein Fall für Zwei von DJ Sweap & DJ Pfund 500 (feat. Khalil)
- 2012: Swiss Francs Remix auf Les is More von Ryan Leslie
- 2013: Mephisto von Asche
- 2013: Ganz einfach auf Machtwechsel von PA Sports
- 2013: Ruhrpott Inferno auf Ruhrpott Inferno EP von Derbst One
- 2013: Wie wir auf In Erinnerung von Cashmo
- 2013: KTD auf BZ von Mosh36
- 2014: Iranis auf H.A.Z.E von PA Sports (feat. Mosh36)
- 2014: Bruder wenn ich reich bin auf Nu Eta Da von Olexesh
- 2014: Hör gut zu auf AMG von Milonair
- 2014: Kopf oder Zahl auf Mundpropaganda von Hamad 45
- 2014: Schmerz in der Brust auf TrafiQ von SadiQ
- 2014: No Fucks Given auf #UDED von Koree
- 2014: 300% Original auf 100% Macher von Pedaz und Blut & Kasse
- 2015: Westside Remix auf Reise X von Ado Kojo (feat. Eko Fresh, Summer Cem, MoTrip, Elmo, Capkekz, Tatwaffe, Caput & Sinan-G)
- 2015: Du liebst mich nicht auf Kurwa von Schwesta Ewa (feat. Samy)
- 2015: Links Rechts Combo auf Lak Sho von Sinan-G
- 2015: Nie wieder auf Nie wieder EP von Proph
- 2015: Summa Cum Laude und Für immer auf Snaga fickt Deutschland 2 von Snaga
- 2015: Psiskotpat auf Alles Bombe von Toni der Assi
- 2016: Kranke Welt auf Onkel Pillo von Pillath
- 2016: Marschmusik Part 3 auf Onkel Pillo (Der Pott gibt sich die Ehre EP) von Pillath (feat. Snaga)
- 2016: Hartz 7 (700 Bars) auf Freezy von Eko Fresh (feat. Baba Saad, Capkekz & Hakan Abi)
- 2016: Schwarz weiss auf Rapbeduine von Mosh36
- 2019: Euer Sektor auf Syndikat von Massaka & Monstar361
- 2020: Unendlich von Payy
- 2021: Blut auf FML von Mois & Maestro (feat. Massiv, Manuellsen, Sarhad, Azzi Memo, Pietro Lombardi, Ramo, Mert, Z, King Khalil, Sinan-G & KAY AY) (#8 der deutschen Single-Trend-Charts am 2. April 2021[24])
- 2022: Chakra auf Sie nannten ihn Knochenbrecher von Asche